# San Diego Zoo Safari Park
El San Diego Zoo Safari Park y anteriormente San Diego Zoo's Wild Animal Park es un zoológico y jardín botánico de una superficie de 1,800 Acres (7 km ²). Se encuentra en el área de San Pasqual Valley en San Diego, California.
El Parque en el año 2005, albergaba a 3.000 animales de más de 400 especies y más de 3500 especies de plantas únicas, siendo visitado por 2 millones de personas anualmente. 
Es miembro de la asociación de zoológicos y acuarios AZA.
Su código de reconocimiento internacional como institución botánica, así como las siglas de su herbario es SDAP.

## Localización
El Wild Animal Park está a 32 millas (51 km) de distancia de San Diego, en 15500 San Pasqual Valle de la carretera al este de Escondido a lo largo de la SR 78.
Planos y vistas satelitales.33°5′58.96″N 117°00′05.46″O / 33.0997111, -117.0015167

## Historia del parque

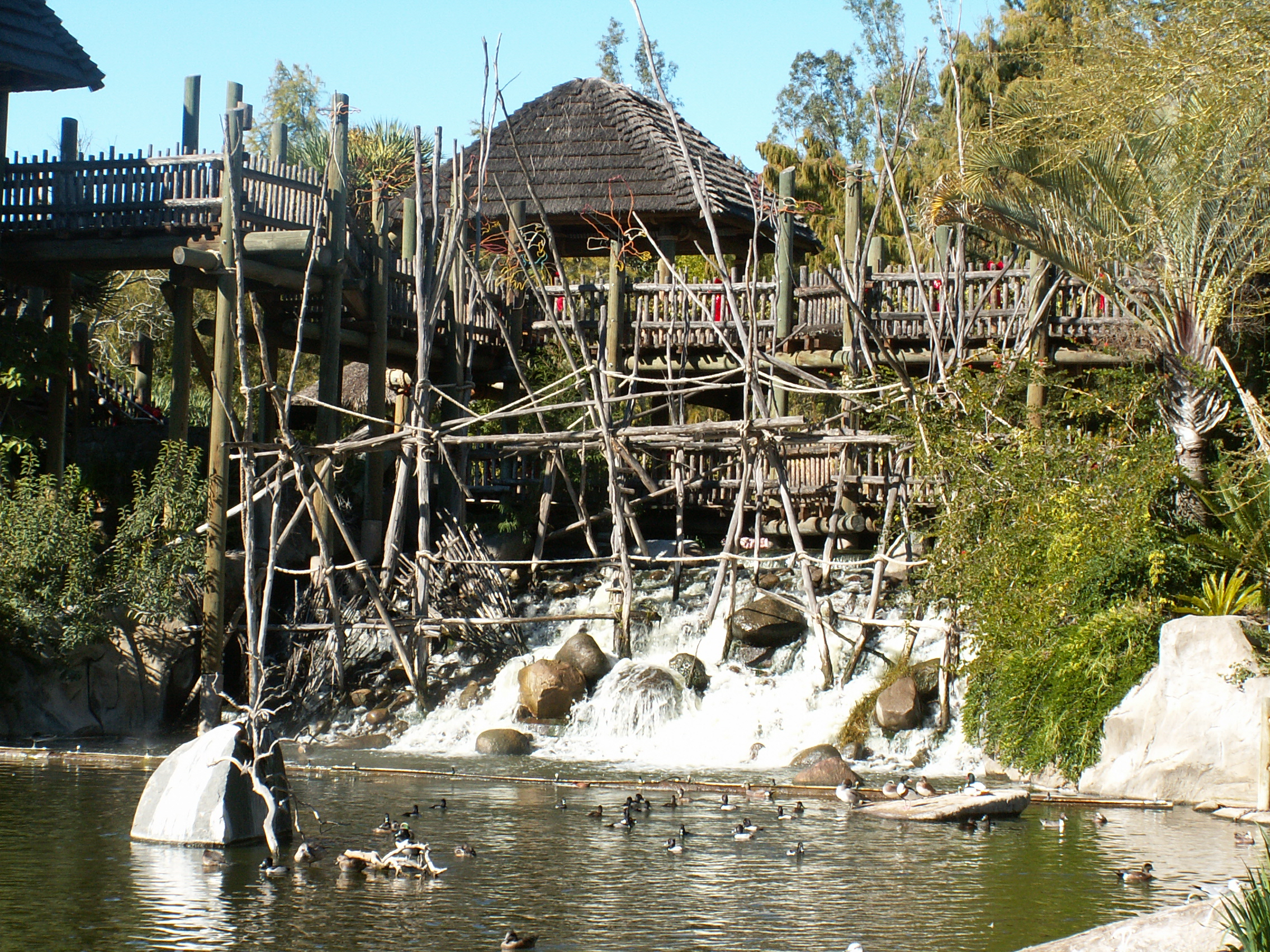
Nairobi Village en el Wild Animal Park

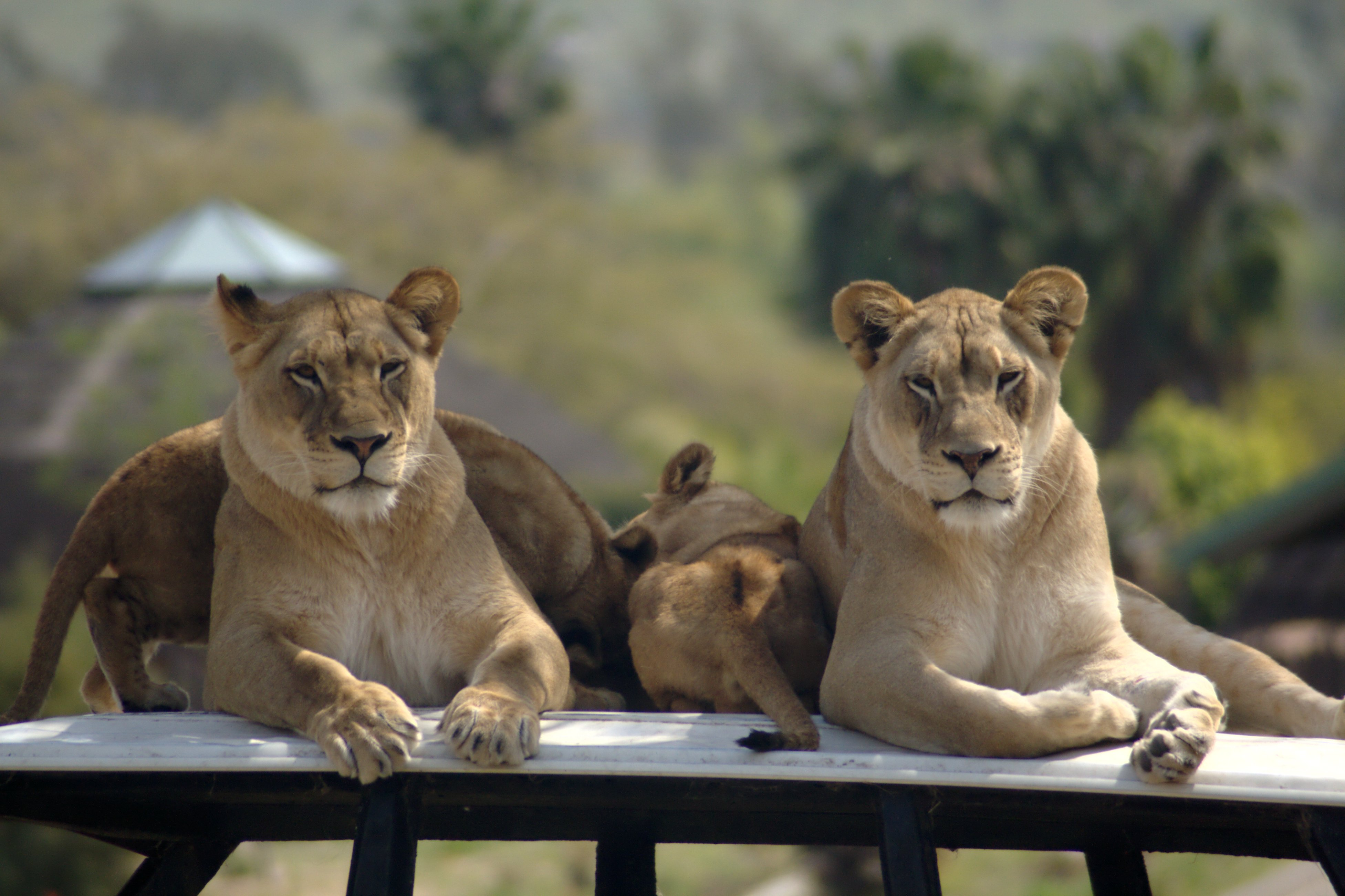
leones africanos sentados con sus cachorros en la parte superior de un Landrover convertible situado en el Campamento de Exposición de Leones.

La Sociedad Zoológica de San Diego se interesó en el desarrollo del Parque de Animales Salvajes en 1964. La idea del parque comenzó como una instalación de cría para el Zoológico de San Diego, lo que permitía un amplio espacio para grandes animales y ungulados. 
El desarrollo propuesto difirió significativamente del de un zoológico en el que los animales serían exhibidos en un medio ambiente natural en lugar de jaulas. En 1964 el parque fue evaluado económicamente y luego siguió la próxima fase, dando lugar a tres alternativas de desarrollo. Una de las ideas era el de hacer una granja de conservación, un coto de caza, y un zoológico medio ambiental. El desarrollo del zoológico medio ambiental fue elegido por la conservación y explotación de caza a pesar de que era la opción más cara. El costo inicial estimado fue de $1,755,430.00.  
Los principales objetivos de este parque zoológico serían la conservación de las especies, la cría de animales para el zoológico de San Diego, así como otros parques zoológicos y la prestación de áreas en las que los animales de zoológicos podrían ser acondicionados. Cuando se llegó a nombrar el parque, cinco títulos fueron considerados: San Diego Animal Land, San Diego Safari Land, San Diego Wild Animal Safari, San Diego Wildlife Park y el San Diego Wild Animal Park, escogiéndose el último nombre. El día previsto de apertura del parque se fijó para el 1 de abril de 1972, sin embargo las puertas no abrieron hasta el miércoles 10 de mayo de 1972.
El diseño general del parque, diseñado por Charles Faust, incluía una gran laguna con una plaza selva, una "aldea de pescadores de África", una pajarera a la entrada del parque y cerca de 50.000 plantas que serían incluidos en el paisajismo. Aunque el parque estaba previsto para abrir en tres años desde el momento de iniciar la construcción, el desarrollo total del parque duró diez años. 
Los dos primeros animales en llegar al parque fueron los Nilgai, un antílope de las llanuras del norte de la India, y la cebra con rayas blancas y negras, una cebra nativa del África oriental.
Los incendios forestales en California de octubre de 2007, que oficialmente comenzaron el 21 de octubre de 2007, amenazaron el parque y causaron que se cerrara temporalmente. El parque también trasladó muchos de sus animales en peligro de extinción fuera del peligro. Sin embargo, un badabajo gris y un kiang murieron a causa de complicaciones. La situación se estabilizó a finales de noviembre. El zoológico está abierto de 9:00 a. m. a 5:00 p. m.

## Colecciones de animales
Es una de las atracciones más grandes de la ciudad y California. El Parque alberga una gran variedad de especies silvestres y animales en peligro de extinción incluidas las especies de los continentes de África, Asia, Europa, América (América del Norte y América del Sur)  Y Australia. 
El parque se encuentra en un ambiente semiárido y una de sus atracciones más notables es el tranvía del viaje a África que explora amplias exhibiciones de África. Los animales como los guepardos, antílopes, leones, jirafas, Okapis, elefantes, cebras, Equus caballus przewalskiis, rinocerontes y bonobos se mantienen al aire libre por lo que los hace sentir como si estuviesen en casa. El parque también es conocido por su programa de crianza del cóndor de California, el programa de mayor éxito en el país. 
Dependiendo de la temporada, el parque tiene alrededor de 400 a 600 empleados. El parque es también el centro de cuarentena del Sur de California para los animales de zoológicos importados a los Estados Unidos ya que tienen que pasar a través de San Diego. 
El Parque de Animales Salvajes de San Diego tiene el hospital veterinario más grande del mundo. Al lado del hospital se encuentra el Centro de Investigaciones sobre Especies Amenazadas en la cual tiene el Zoológico Congelado del parque. 
Tanto el parque y el Zoológico de San Diego son administrados por la Sociedad Zoológica de San Diego.

## Colecciones vegetales
Los horticultores, silvicultores y jardineros de este zoológico están considerados como uno de los mejores del mundo en la creación de excelentes hábitats naturales para los animales exóticos. Estos incluyen especialistas de clase mundial exploración, que van desde expertos en bambú que cultivan y cosechan una gran variedad de especies de bambú para mantener a los pandas sanos, así como los expertos de eucalipto que proporcionan el suministro más adecuado para el mantenimiento de los koalas.
El Zoo y el Parque también actúan como "centros de rescate" para las plantas raras y en peligro de extinción. La exuberante y variada vegetación de los hábitat originales de los animales son cruciales para ayudar a educar al público acerca de la biodiversidad y la importancia de la preservación del hábitat. 
Cuando los visitantes experimentan la belleza y la singularidad de los hábitat forestales de Asia, África, Australia o la selva de lluvia y los animales que viven en ellos, por ejemplo, son más propensos a tomar un interés en cómo estos hábitat se pueden preservar en la naturaleza.
Entre las colecciones de plantas existentes destacan:
- Colección de Aloes,
- Plantas suculentas africanas,
- Plantas nativas de Baja California,
- Plantas nativas de California,
- Colección de coníferas de todo el mundo
- Palmeras resistente a la sequía
- Colección de Epiphyllum,
- Colección de bonsais,
- Colección de cycas,